# Iljinka (Kraj Chabarowski)
Iljinka (ros. Ильинка) – wieś w Rosji, w Kraju Chabarowskim, w rejonie chabarowskim. W 2010 liczyła 2729 mieszkańców.